# Одного разу під Полтавою (сезон 9)
Дев'ятий сезон серіалу Одного разу під Полтавою, українського сіткому, який створено студією «Квартал-95» для телеканалу ТЕТ. Прем'єра відбулася 24 лютого 2020. Студія «Drive Production» також займається продюсуванням Одного разу під Полтавою. Сезон містить 20 епізодів і виходив по 19 березня 2020.

## Дійові особи
| - Ірина Сопонару в ролі Яринки. - Юрій Ткач в ролі Юрчика. - Віктор Гевко в ролі Віті (кума Юрчика і Яринки). - Олександр Теренчук в ролі Сашка (дільничого). - Анна Саліванчук в ролі Віри (продавчині сільмагу). - Олександр Данильченко в ролі діда Петра. - Аліна Гордієнко в ролі продавчині ринку. - Ірина Токарчук в ролі продавчині ринку. | Другорядні |

## Перелік серій
| Номер взагалі | Номер в сезоні | Назва                 | Режисер        | Сценарист(и)                                               | Дата показу     |
| --- | -------------- | --------------------- | -------------- | ---------------------------------------------------------- | --------------- |
| 149 | 1              | «Кредит»              | Андрій Бурлака | Юрій Карагодін                                             | 24 лютого 2020  |
| Торгуючи на ринку, Юрчик помітив, що у нього з конкурентами значно відрізняється асортимент. При чому не на його користь. Він дізнався, що можна взяти у кредит гроші та легально покращити свій бізнес, тому негайно взявся збирати всі необхідні документи й вирішити грошове питання. |                |                       |                |                                                            |                 |
| 150 | 2              | «Репери»              | Андрій Бурлака | Євген Пилипенко                                            | 24 лютого 2020  |
| Дід Петро розповів Юрчику про найкрутіший конкурс реп-виконавців, у якому потрібно було відзняти кліп, стати переможцем та отримати цінний приз. Також у конкурсі обіцяли світове визнання та відчуття насолоди грошима, що сильно зацікавило Юру. Тому він швидко зателефонував до кума, і вони заходилися створювати свій реп-гурт. |                |                       |                |                                                            |                 |
| 151 | 3              | «Заробітчани»         | Андрій Бурлака | Олександр Кушнаренко і Валентин Іванов                     | 25 лютого 2020  |
| Юрчик збирається до Європи на заробітки, проте Яринка свариться з ним, бо не хоче відпускати чоловіка. Дружина влаштовує перевірку Юрі: якщо він доведе, що вміє добре працювати у власному селі, то поїде до Європи. Юрчик з кумом ніяк не можуть визначитися, до якої країни Європи їм поїхати, щоб відлинювати від роботи. |                |                       |                |                                                            |                 |
| 152 | 4              | «Тест ДНК»            | Андрій Бурлака | Чингіс Мазінов                                             | 25 лютого 2020  |
| Юрчик намагається не відставати від сучасних модних тенденцій та береться дізнатися власний родовід, щоб визначити свою національність. Дільничний розслідує, хто вкрав усіх курчат у селі, та підозрює, що Юрчик – курячий маньяк. |                |                       |                |                                                            |                 |
| 153 | 5              | «Кращі подруги»       | Андрій Бурлака | Аліна Гордієнко, Олександра Машлятіна й Анастасія Оруджова | 26 лютого 2020  |
| Яринка посварилася з Вірою, тому шукає нову найкращу подругу. Юрчик з кумом викрадають ґрати Сашка з відділка, проте їх вчасно викривають. Яринка та Віра одночасно намагаються подружитися з дружиною голови сільради. Через крадіжку Сашко не може ув’язнювати хуліганів. |                |                       |                |                                                            |                 |
| 154 | 6              | «Новий закон»         | Андрій Бурлака | Дмитро Чивурін і Петро Чивурін                             | 26 лютого 2020  |
| Яринка незадоволена, що Юрчик постійно вимагає сексу, бо сама прагне романтики. Віра радить подрузі написати на чоловіка заяву в поліцію як запобіжний захід проти залицянь. Юрчик ламає голову, як спокусити Яринку. |                |                       |                |                                                            |                 |
| 155 | 7              | «Посвідчення»         | Андрій Бурлака | Ілля Дерменжі, Сергій Бібілов і Рустем Емірсалієв          | 27 лютого 2020  |
| Дільничний Сашко на базарі загубив своє посвідчення поліцейського. Його знайшли Юрчик і кум, і ця знахідка відкриває їм необмежені можливості у непростих взаєминах із законом. Сашко надзвичайно засмучений, адже відвик від ролі пересічної цивільної людини. Тим часом дід Петро, як визнаний блогер, отримує ламінатор на тест-драйв. Тепер він збирається заламінувати абсолютно все, навіть книгу скарг у магазині.                                                                                         |                |                       |                |                                                            |                 |
| 156 | 8              | «Прогресивна мама»    | Андрій Бурлака | Дар'я Кобякова                                             | 27 лютого 2020  |
| Яринка вирішила, що вони з Юрчиком — недостатньо прогресивні батьки. Тож придбала книгу-бестселлер, яка має допомогти їм виховати успішну і впевнену в собі дитину. Класична музика, органічні продукти, відмова від гаджетів — звісно, Юрчик не в захваті від змін, які принесла в його життя ця книжка. Тепер вони з кумом ламають голову, де взяти книгу, в якій будуть прописані більш зручні і приємні для виконання правила.                                                                                |                |                       |                |                                                            |                 |
| 157 | 9              | «Назад за грати»      | Андрій Бурлака | Ілля Дерменжі, Сергій Бібілов і Рустем Емірсалієв          | 2 березня 2020  |
| Юрчик з Вітею продали викрадений бензин. Сашко піймав їх на гарячому, але заарештував тільки Вітю, у якого були всі гроші. В камері, на випадок обшуку, він приклеїв їх до лавки, тому, коли Сашко його звільнив, грошей у ньому вже не було. Тепер у них з Юрчиком з’явилося завдання: повернути свої гроші. |                |                       |                |                                                            |                 |
| 158 | 10             | «Електронні ваги»     | Андрій Бурлака | Дмитро Голубєв                                             | 3 березня 2020  |
| Сашко спеціально до Дня працівника торгівлі дарує Вірі електронні ваги. Продавчиня в гніві, адже відтепер вона не може обдурювати людей. У цей час Юрчик радіє і багатіє, адже старі неправильні ваги Сашко віддав йому. |                |                       |                |                                                            |                 |
| 159 | 11             | «Сонячне затемнення»  | Андрій Бурлака | Євген Косніковський                                        | 4 березня 2020  |
| Юрчик дізнається, що наближається найбільше сонячне затемнення, яке буде видно з їхнього села, і вирішує на цьому заробити. Він з кумом займається розробкою спеціального приладу, через який люди зможуть бачити затемнення. |                |                       |                |                                                            |                 |
| 160 | 12             | «Гніздо»              | Андрій Бурлака | Ілля Дерменжі, Сергій Бібілов і Рустем Емірсалієв          | 5 березня 2020  |
| Юрчик придбав супутникову антену і якнайскоріше хотів похвалитися нею перед кумом. Але у мить, коли Юра демонстрував роботу цифрового телебачення, телевізор перестав показувати канали. Пізніше виявилося, що просто на супутниковій антені з’явилося пташине гніздо. Тепер Юрчик хоче його позбутися, але є одна проблема: Яринка заборонила йому це робити. |                |                       |                |                                                            |                 |
| 161 | 13             | «Пігнепінг»           | Андрій Бурлака | Віктор Гевко                                               | 10 березня 2020 |
| У Юрчика викрали Кльопу – його улюблену свиню. При чому крадій залишив після себе записку з вимогами, які необхідно виконати, щоб повернути улюбленицю. На пошуки Юрчик підключив усе село. Для дільничного Саші навіть виділили помічника Арнольда, щоб він допоміг розкрити справу. |                |                       |                |                                                            |                 |
| 162 | 14             | «Село без дільничого» | Андрій Бурлака | Дар'я Кобякова                                             | 10 березня 2020 |
| Мешканці села влаштували у Віри в магазині мітинг проти Сашка. Вони вважають, що своїми правилами та законами він тільки всім заважає. Селяни зійшлися на думці, що Саші краще покинути свій пост дільничного та не заважати їхньому життю. Прийнявши цю звістку, Саша засмутився, але все ж виконав волю народу. |                |                       |                |                                                            |                 |
| 163 | 15             | «Фальшивомонетник»    | Андрій Бурлака | Ілля Дерменжі, Сергій Бібілов і Рустем Емірсалієв          | 11 березня 2020 |
| На полтавський ринок приїхав покупець-оптовик. Йому в око одразу впала ятка Юрчика. Чоловік скупив усе, що Юрко виставив на продаж, і заплатив за це великі гроші. Та виявилося, що Юру надурили. За продані яблука він отримав фальшиві купюри. Доведеться тепер іти до слідчого Сашка писати заяву про шахрайство. Чи може не доведеться? |                |                       |                |                                                            |                 |
| 164 | 16             | «Самогон»             | Андрій Бурлака | Ілля Дерменжі, Сергій Бібілов і Рустем Емірсалієв          | 12 березня 2020 |
| Торгівля у Юрчика йде погано. Ніхто не хоче купувати його овочі, тому кожного вечора Юрко повертається додому без грошей. А там Яринка жаліється на те, що у малого закінчилися памперси і харчування. Сьогодні дружина поставила перед чоловіком ультиматум: або він придумує, як заробити грошей, або буде йому непереливки. І Юрчик придумав! Він вирішив під видом кабачків продавати самогон. А тим часом дід Петро намагається вмовити дільничого Сашка взяти разом участь у турнірі по грі Counter-Strike. |                |                       |                |                                                            |                 |
| 165 | 17             | «Прокляття»           | Андрій Бурлака | Євген Пилипенко                                            | 16 березня 2020 |
| Юрчик вирішив встановити на базарі цибулеву монополію — оскільки більше ніхто овоча не продає, він встановив високу ціну. Літня пані попросила зробити їй знижку, та Юрчик — справжній бізнесмен і не працює собі на шкоду. Бабця прокляла Юрчика, і тепер він не може піти з ринку навіть на святкування їхньої з Яринкою річниці першого любовного смс-повідомлення. |                |                       |                |                                                            |                 |
| 166 | 18             | «Супутник»            | Андрій Бурлака | Євген Пилипенко                                            | 17 березня 2020 |
| Кум завітав у гості до Юрчика з Яринкою саме в той момент, коли по телевізору повідомили координати падіння супутника. За дивовижним збігом обставин, саме неподалік рідного села і впаде купа абсолютно безкоштовного кольорового металобрухту, яку можна вигідно продати. Тепер у Юрчика і кума справжня місія — вигадати, де сховати залишки супутника, як їх збути та головне — не допустити, щоб ще хтось дізнався про їхній план.                                                                           |                |                       |                |                                                            |                 |
| 167 | 19             | «Бандюган»            | Андрій Бурлака | Тарас Стадницький                                          | 18 березня 2020 |
| Юрчик продав не зовсім свіже сало суворому, м’язистому та впевненому покупцеві. Тепер він боїться помсти, хвилюється за родину і переховується від покупця, адже той вже шукає Юрчика. А Віра виявила нестачу 20 пляшок шампанського у крамниці і доручила дільничному Сашкові провести розслідування та викрити злочинців. |                |                       |                |                                                            |                 |
| 168 | 20             | «Вагітність»          | Андрій Бурлака | Дмитро Чивурін і Петро Чивурін                             | 19 березня 2020 |
| Сашко випадково підслухав розмову Віри з мамою щодо вагітності знайомої. Однак він почув лише частину, тож тепер думає, що вагітна Віра і він скоро стане батьком. До того ж, Віру нудить, та Сашко не знає, що у всьому винні консерви. Поки дільничний розмірковує про батьківство, Юрчик зайнявся безпекою свого сараю. І трохи переборщив під час заміни замка — тепер він просто не може вийти звідти. |                |                       |                |                                                            |                 |